# Nukleozid
Nukleozíd je purinska oziroma pirimidinska baza, ki je z N-glikozidno vezjo spojena z ribozo ali deoksiribozo (v slednjem primeru se govori o deoksinukleozidih). Iz nukleozidov nastanejo s pomočjo fosforilacije nukleotidi, le-ti so gradniki RNK (deoksinukleotidi pa gradniki DNK).